# Curses (videogioco)
Curses ("Maledizioni") è un'avventura testuale creata da Graham Nelson nel 1993.

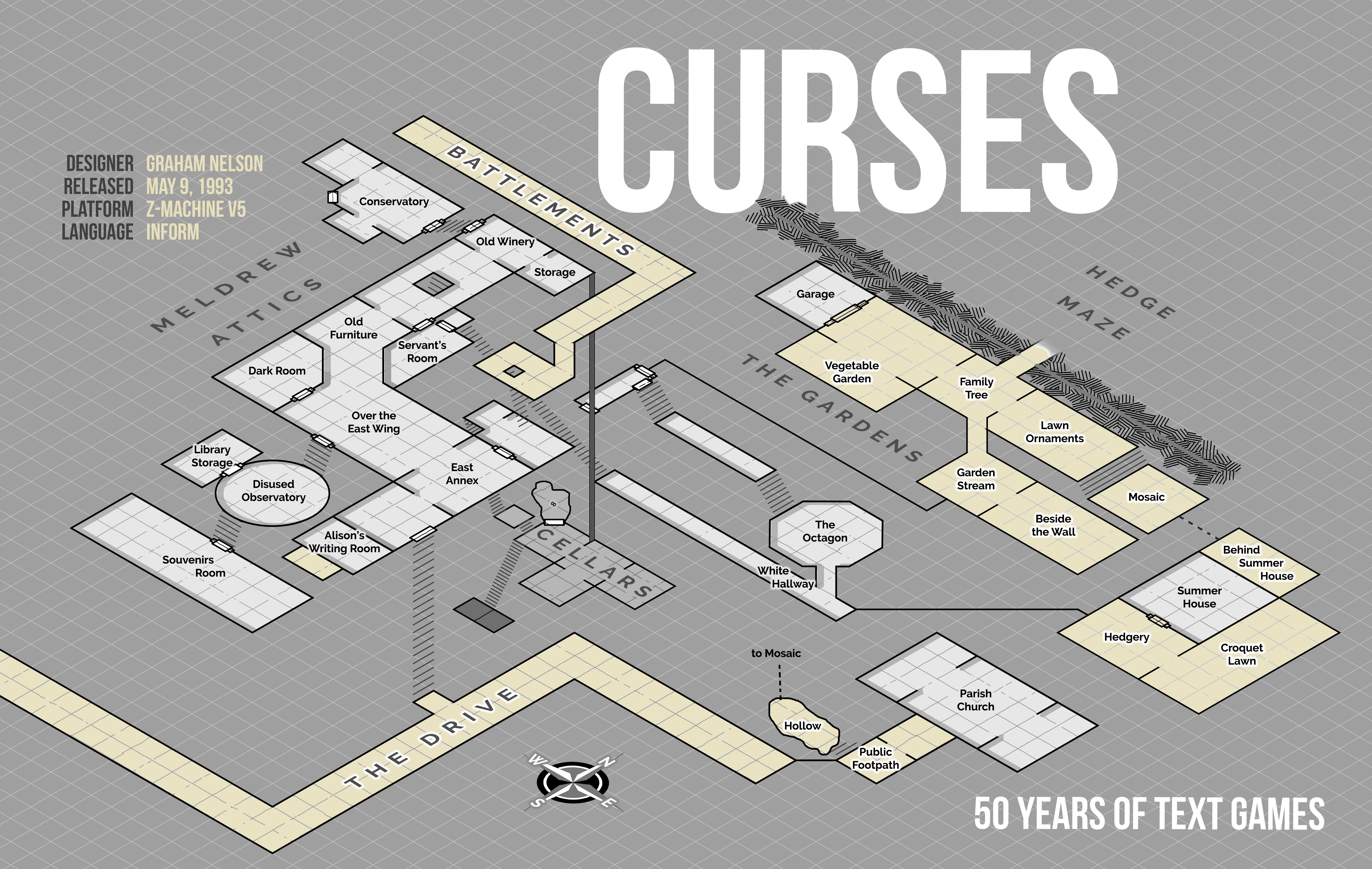
Mappa non ufficiale del mondo di gioco

È la prima importante avventura testuale scritta in linguaggio Inform (a sua volta sviluppato da Nelson); è distribuita gratuitamente come eseguibile per Z-machine. I sorgenti Inform non sono disponibili pubblicamente.

## Trama
Nella storia il giocatore interpreta un giovane aristocratico inglese che, tentando di trovare una vecchia mappa di Parigi in solaio, finisce proiettato in un'avventura surreale, in cui scopre che la sua famiglia è sotto l'influsso di una maledizione.